# Stora Mosslången
Stora Mosslången är en sjö i Vårgårda kommun i Västergötland och ingår i Göta älvs huvudavrinningsområde.